# Náměšť na Hané
Pour les articles homonymes, voir Náměšť.
Náměšť na Hané (en allemand : Namiescht in der Hanna) est un bourg (městys) du district et de la région d'Olomouc, en République tchèque. Sa population s'élevait à 2 164 habitants en 2023.

## Géographie
Náměšť na Hané se trouve à 13,5 km à l'ouest d'Olomouc, à 56 km au nord-est de Brno et à 197 km à l'est-sud-est de Prague.
La commune est limitée par Senice na Hané et Senička au nord, par Loučany à l'est, par Drahanovice au sud, et par Laškov et Olbramice à l'ouest.

## Histoire
La première mention écrite de la localité date de 1141.

## Galerie

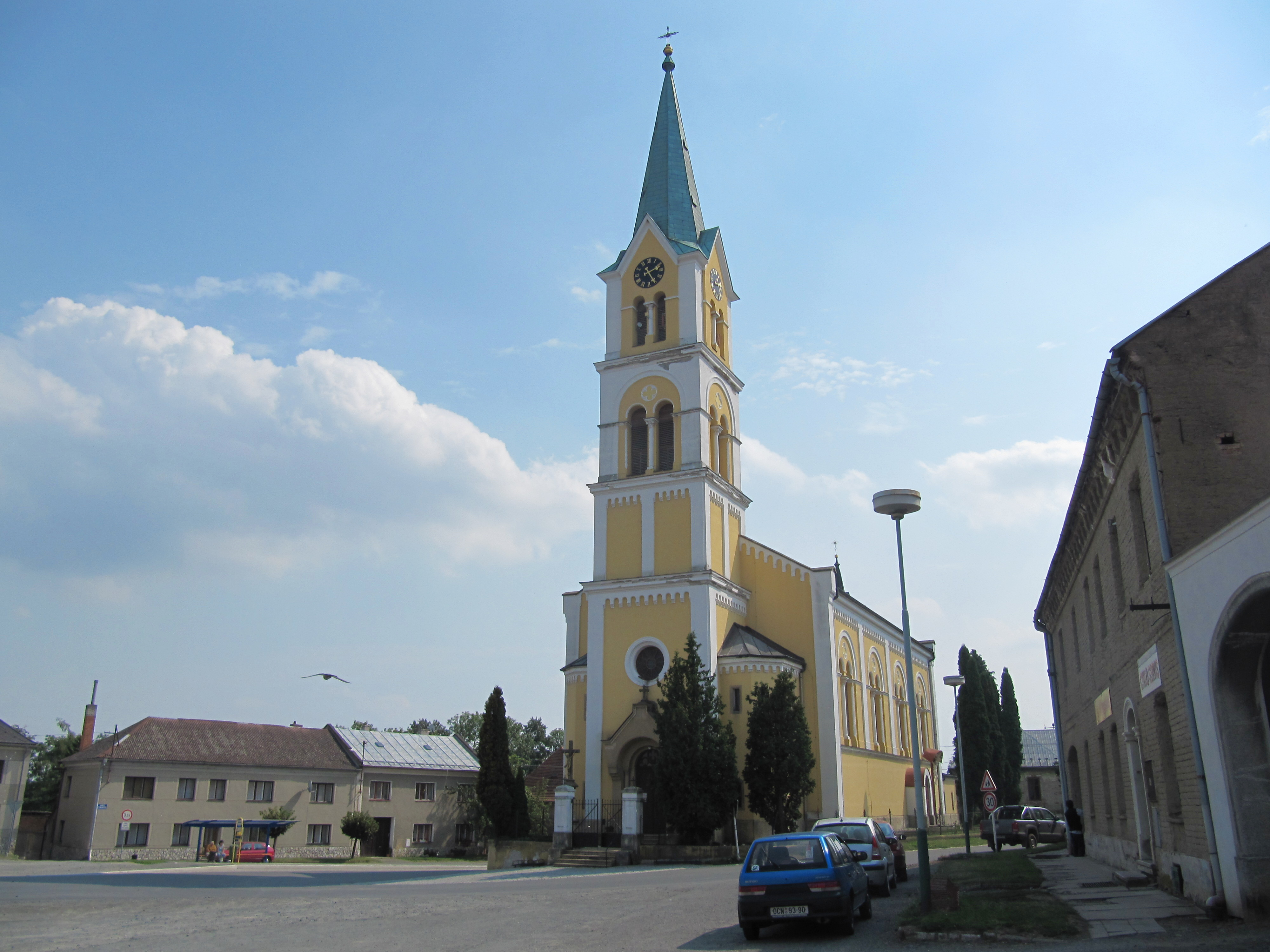
Église Sainte-Cunégonde.
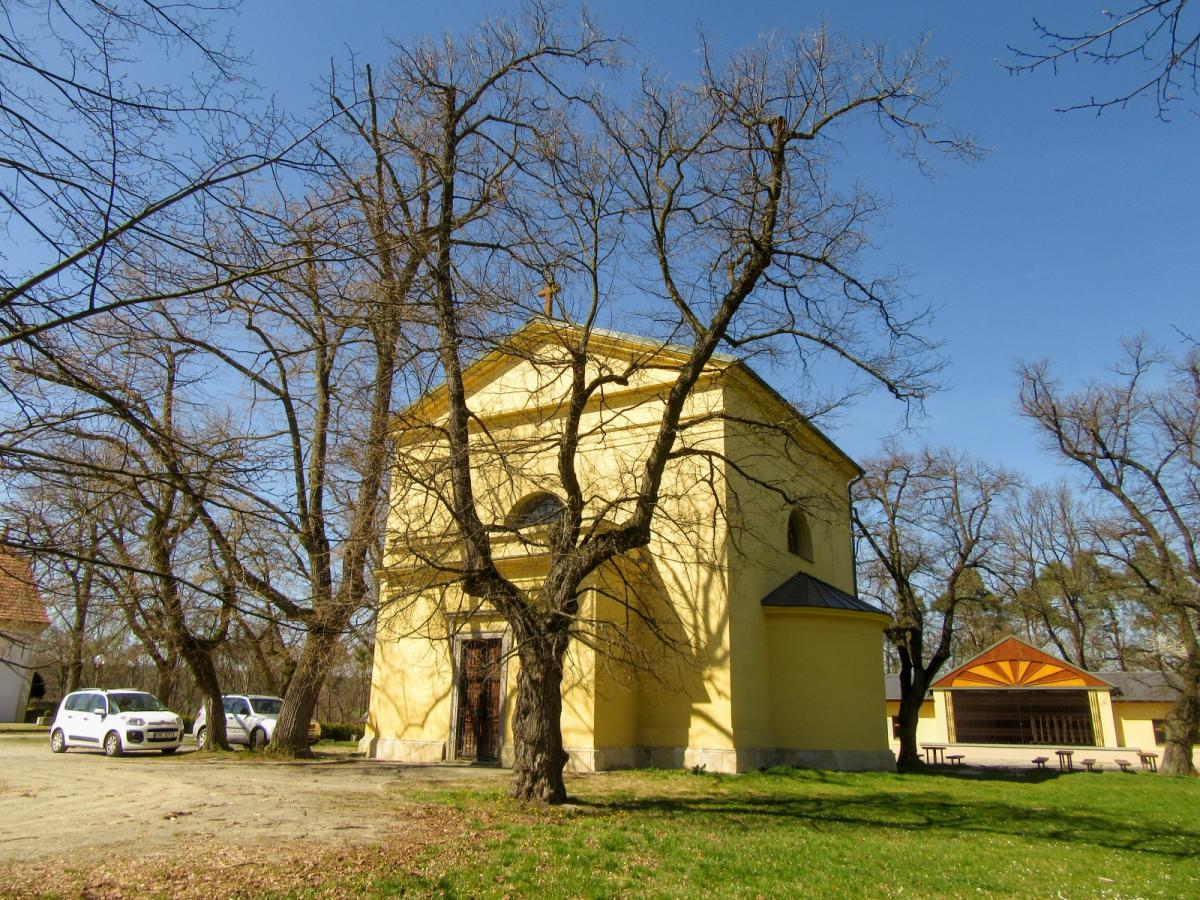
Chapelle de la Sainte-Trinité.

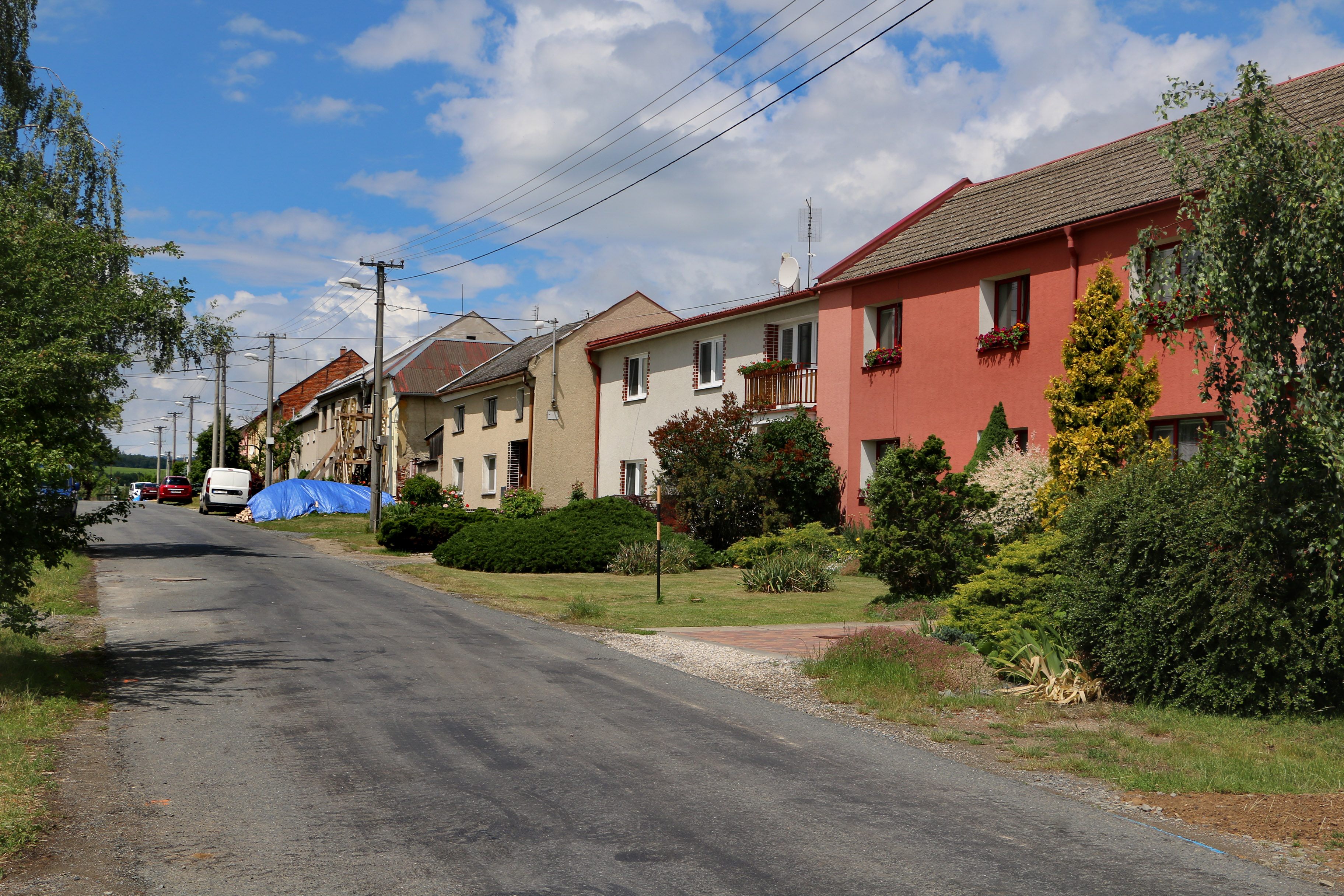
Nové Dvory : rue principale.
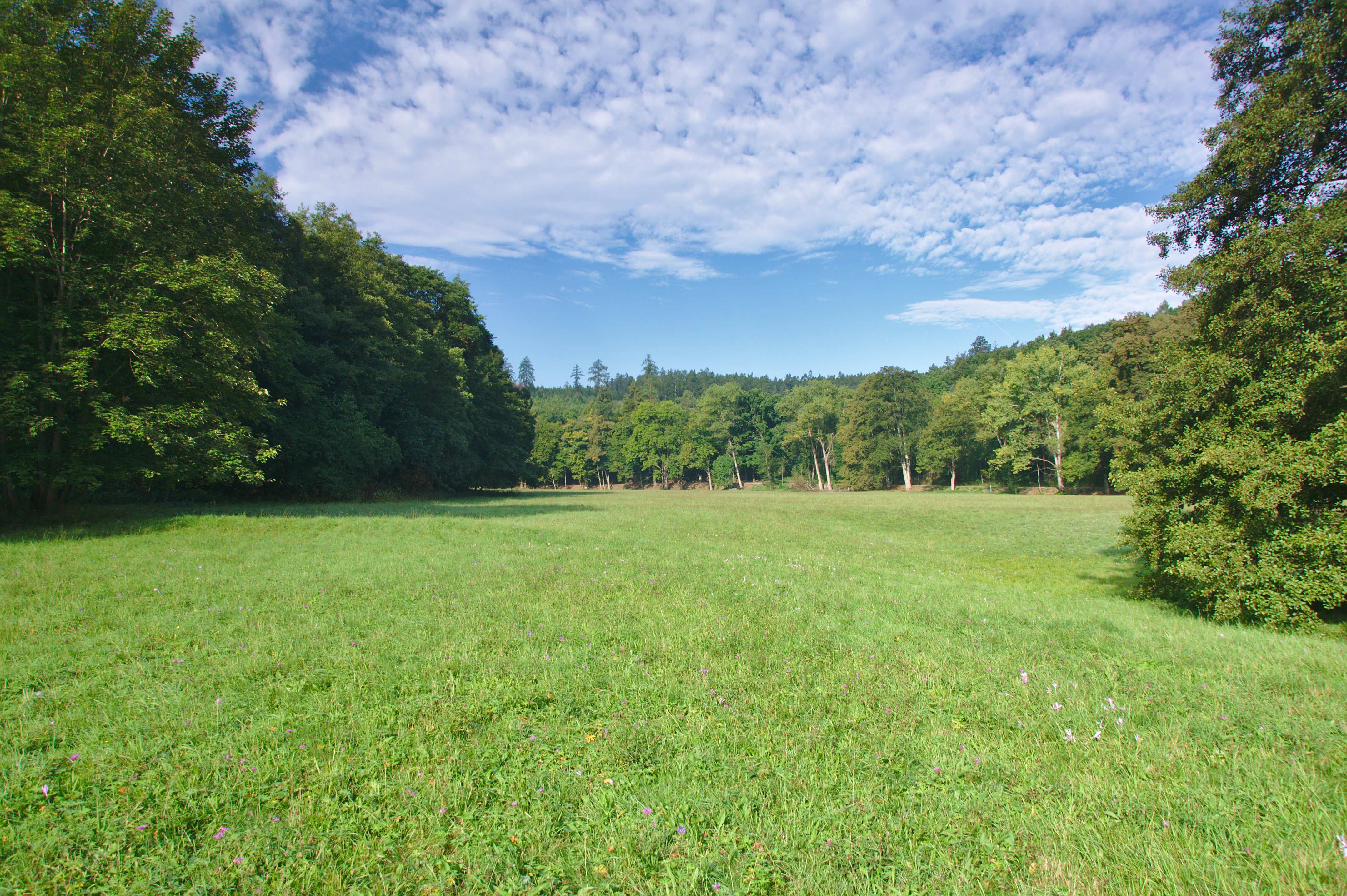
Zone naturelle protégée de Terezské údolí.

## Transports
Par la route, Náměšť na Hané se trouve à 17 km d'Olomouc, à 77 km de Brno et à 237 km de Prague.

## Jumelages
- Levice (Slovaquie)